# Mike Nattrass

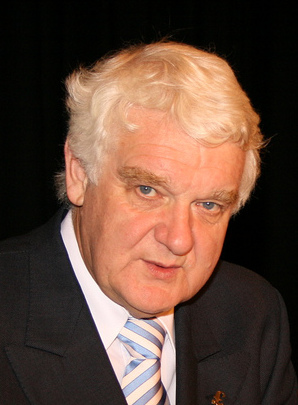
Mike Nattrass

Michael Nattrass (* 14. Dezember 1945 in Leeds, Yorkshire) ist ein britischer Politiker (UKIP) und von der Europawahl 2004 bis 2014 Mitglied des Europäischen Parlaments.
Nattrass begann seine politische Laufbahn in der New Britain Party, für die er 1994 bei einer Nachwahl für einen Sitz des britischen Unterhauses antrat, jedoch nur 146 Stimmen auf sich vereinen konnte. Bei der Parlamentswahl 1997 trat Nattrass für die europaskeptische Referendum Party an, allerdings wieder erfolglos. Schließlich trat er der UK Independence Party (UKIP) bei, für die er bei der Europawahl 2004 als Spitzenkandidat des Wahlkreises West Midlands in das Europäische Parlament einzog. 2008 trat er noch einmal bei einer Nachwahl zum britischen Unterhaus an, bei der er mit 922 Stimmen auf rund 2,2 % kam. Bei der Europawahl im Vereinigten Königreich 2009 war er wiederum regionaler Spitzenkandidat seiner Partei und konnte erneut ein Mandat gewinnen. Bei der Wahl zum UKIP-Parteivorsitzenden 2009 wurde er Vierter von fünf Kandidaten.
Im Europäischen Parlament war Nattrass wie die übrigen UKIP-Mitglieder bis 2009 Mitglied der EU-skeptischen Fraktion Unabhängigkeit und Demokratie (Ind/Dem), danach Mitglied der neuen Fraktion Europa der Freiheit und der Demokratie (EFD). Am 23. Juni 2010 gab er seinen Austritt aus der Fraktion bekannt, da diese sich nicht klar genug für den Austritt Großbritanniens aus der EU einsetze. Er erklärte jedoch, weiterhin Mitglied der Partei UKIP bleiben zu wollen. Nattrass sitzt im Ausschuss für Verkehr und Fremdenverkehr. Im Dezember 2012 trat er der EFD wieder bei. Nachdem er zur Europawahl 2014 von der UKIP nicht mehr aufgestellt wurde, verließ er im September 2013 die Fraktion und diesmal auch die Partei.
Mit der Neugründung An Independence from Europe trat er zur Europawahl 2014 an. Die Partei erreichte 1,4 % der Stimmen, aber kein Mandat im Europaparlament.